# Homalia lentula
Homalia lentula là một loài rêu trong họ Neckeraceae. Loài này được Wilson mô tả khoa học đầu tiên năm 1847.